# Mangpor Chonthicha
Mangpor Chonthicha (แมงปอ ชลธิชา) (Khon Kaen, 12 maggio 1983) è una cantante e attrice thailandese.

## Discografia
- Sao Sip Hok (สาว 16)
- Noo Kluay Tukkae (หนูกลัวตุ๊กแก)
- Tam Ha Som Chai (ตามหาสมชาย)
- Nang Sao Nanzee (นางสาวแนนซี่)
- Mae Kruay Hua Khai (แม่ครัวหัวไข่)
- Mang Poe Loe Rak (แมงปอล้อรัก)
- Tha Rak (ท้ารัก)
- Jhonny Thee Rak (จอห์นนี่ที่รัก)
- Rued Kha (เริ่ดค่ะ)

## Filmografia
- 1999 - Nang Eak Lang Ban (นางเอกหลังบ้าน)
- 2000
  - Kam Ma Thep Luang (กามเทพลวง)
  - Nang Sib Song (นางสิบสอง)
- 2001
  - Kaew Na Ma (แก้วหน้าม้า)
  - Nay Hoi Tha Min (นายฮ้อยทมิฬ)
  - Ton Rak (ต้นรัก)
- 2010 - Mae Sri Prai (แม่ศรีไพร)